# Галоп
Галоп (на френски: galop) е основен алюр (ход) на коня. Галопът се състои от три такта и летежна фаза – конят прави три последователни стъпвания, последвани от кратък летеж, когато и четирите крака са във въздуха. Галопът може да бъде с ляв или с десен крак. Казваме, че конят галопира на ляв крак, когато лявата латерална двойка крака отива по-напред от дясната. Скоростта е около 20 km/h.